# Сингх, Раджнатх
Раджнатх Сингх (хинди राजनाथ सिंह, род. 10 июля 1951, Чандаули) — индийский политический и государственный деятель. Министр внутренних дел Индии (2014—2019). Президент партии Бхаратия джаната парти с 2004 года. Министр обороны Индии с 31 мая 2019 года.

## Биография
Родился в деревне Бхабхаура (округ Чандаули, штат Уттар-Прадеш) в состоятельной семье раджпутов. Он получил образование в Горакхпурском университете, где изучал физику.
В возрасте 13 лет Раджнатх Сингх стал членом индусской националистической организации Раштрия сваямсевак сангх, с которой была связана его дальнейшая политическая карьера. В 1974 году он становится главой отделения связанной с РСС партии Бхаратия Джана Сангх в Мирзапуре, а в 1977 избирается в законодательную ассамблею штата Уттар-Прадеш.
В 1984 году он возглавляет молодёжное крыло реорганизованной из БДС Бхаратия джаната парти, а в 1991 году занимает должность министра образования в сформированном БДП региональном правительстве Уттар-Прадеш. В 1997 году он возглавляет отделение БДП в родном штате, а в 2000—2002 годах возглавляет региональное правительство.
В 2003 году Раджнатх Сингх становится министром сельского хозяйства в центральном правительстве А. Б. Ваджпаи. После поражения БДП на выборах 2004 года и отстранения от власти правительства Ваджпаи, Лал Кришна Адвани, многолетний лидер партии, подал в отставку, и на эту должность был избран Раджнатх Сингх. Его кандидатуру поддержала и РСС. Раджнатх Сингх считается сторонником жёсткой линии в БДП и последовательным сторонником хиндутвы — он неоднократно делал заявления о необходимости «восстановления» храма Рамы в Айодхье и ограничения сферы использования английского языка.
В 2014 году он был избран в Лок сабху от города Лакхнау и занял пост министра внутренних дел в правительстве, сформированном победившей БДП. С 31 мая 2019 года — Министр обороны Индии. 